# Masalia belgaumensis
Masalia belgaumensis là một loài bướm đêm trong họ Noctuidae.